# Cortese (winorośl)

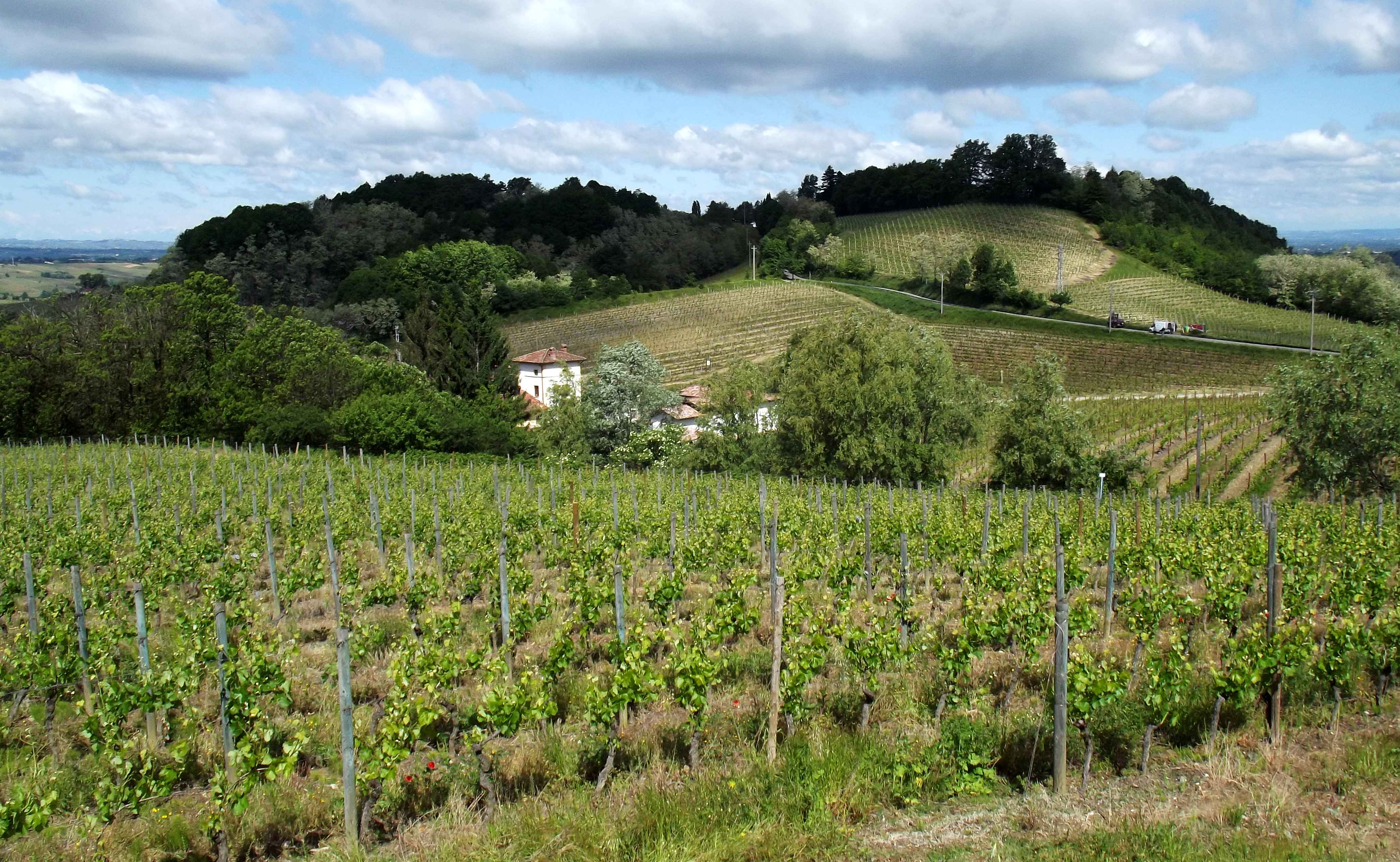
Winnice w Gavi - ojczyźnie cortese

Cortese – szczep winorośli o jasnej skórce, uprawiany w północno-zachodnich Włoszech (Piemont). W macierzystej okolicy spotykana jest nazwa w języku piemonckim cortèis.

## Historia i charakterystyka
Cortese było wzmiankowane już podczas spisu zapasów w piwnicach zamku Casale Monferrato w 1614 roku. W 1658 pisano, że winnice w Montaldeo (prowincja Alessandria) były obsadzone krzewami cortese, fermentino (właśc. vermentino) oraz nebioli dolci (nebbiolo). Odmiana utrzymała się od tego czasu w Piemoncie. Zwykłe wina mają mało wyrazisty bukiet, ale są orzeźwiająco kwaskowe. Od lat 50. XX wieku zwrócono uwagę na charakter cortese, który objawia się przy ograniczeniu zbiorów. Pionierem awansu wina gavi, produkowanego z tego szczepu był Vittorio Soldati. W latach 80. XX wieku było wyjątkowo modne. Wina z Gavi były historycznie najbardziej cenionymi białymi winami z Piemontu, a nawet w całych Włoszech, lecz ich sława nieco przebrzmiała wskutek konkurencji z Friuli-Wenecji Julijskiej. W 1998 cortese di gavi osiągnęło najwyższy status Denominazione di Origine Controllata e Garantita.
W 2012 roku nadal nie udało się ustalić odmian rodzicielskich dla cortese.

## Wino
Wino z odmiany cortese jest słomkowożółte, o dosyć wysokim poziomie alkoholu, lekko pachnące. Szczep jest wykorzystywany również do produkcji win musujących (spumante). Na obszarze apelacji Colli Tortonesi DOC powstają okazjonalnie lekkie wina w wariancie frizzante.
Najbardziej znana apelacja nadana dla win ze szczepu cortese to Gavi DOCG albo Cortese di Gavi DOCG. Jakość produktu zależy od producenta i sposobu uprawy i winifikacji. Najlepsze wina są delikatne wytrawne i rześkie, z resztkami gazu na początku, które nabierają miodowej nuty po kilku latach starzenia. Młodsze egzemplarze mają nuty cytrusowe i mineralne. Gorsze egzemplarze cechują się charakterystycznym aromatem amylowym, wynikającym z fermentacji w niskich temperaturach. Wyróżnia się również nuty brzoskwiniowe, jabłkowe oraz delikatnie migdałowe.
Gavi leży stosunkowo blisko wybrzeża Morza Liguryjskiego i tradycyjnie towarzyszy daniom z ryb i owoców morza. Innym przykładowym zestawieniem kulinarnym jest risotto ze szparagami (risotto con asparagi).

## Rozpowszechnienie
Cortese jest rozpowszechnione w północno-zachodnich Włoszech, przede wszystkim w Piemoncie, w prowincjach Asti i Alessandria: na wzgórzach Monferrato, w okolicach Alessandrii oraz w górach otaczających Gavi. 
Samodzielne apelacje w Piemoncie to Gavi DOCG i Cortese dell'Alto Monferrato DOC (w różnych stylach, od wina stołowego wytrawnego po musujące). Inne apelacje, pod których nazwą można wytwarzać jednoodmianowe wino z winogron cortese to:  DOC Colli Tortonesi (w bianco jako składnik, jednoszczepowe min. 95%, DOC Garda Cortese, DOC Monferrato Caselese Cortese, DOC Oltrepò Pavese Cortese i DOC Piemonte Cortese.
W większości przypadków odmiana jest dopuszczona również jako składnik kupażowanych win białych objętych apelacją. W 2000 we włoskim spisie powszechnym wykazano 3135 ha winnic obsadzonych cortese.
Cortese jest uprawiane również w północno-wschodnich Włoszech oraz w Australii.

## Synonimy
Najpopularniejszymi synonimami są corteis, courteis i courtesia oraz używana w północno-wschodnich Włoszech nazwa bianca fernanda. Inne zarejestrowane synonimy to: cortese bianco, cortese d'Asti, cortese dell'Astigliano i raverusto.